# Лаодика I
Лаодика I (3. век п.н.e.) била је хеленистичка принцеза пореклом из Мале Азије, супруга селеукидског краља Антиоха II.

## Породица
Лаодика је била грчког и персијског порекла. Према Еузебију, била је ћерка принца Ахеја, односно унука краљa Селеука, те тако и Антиохова рођака. Имала је сестру Антиохис и двојицу браће, Александра и Андромаха. Атал I, краљ Пергама је, такође, био њен рођак. Била је имењакиња своје тетке и прабаке.

## Живот и брак
Њен датум рођења није познат и мало тога се зна о њеној младости. Удала се за свог рођака Антиоха II 266. п. н. е. тј. пре него што је постао краљ. Њен стриц Антиох I Сотер преминуо је 261. п. н. е. Антиох II је наследио свог оца. Тако је Лаодика постала краљица Селеукидског краљевства. Мало тога се зна о љеном односу са супругом. Лаодика му је родила два сина: Селеука II Кинилика и Антиоха Тијеракса и три ћерке: Апаму, Стратонику и Лаодику.

## Развод
Године 252. п. н. е. након Другог сиријског рата, Антиох је био приморан да склопи мир са египатским фараоном Птолемејем II Филаделфом. Мир је успостављен тако што се Антиох 250. п. н. е. развео од Лаодике да би оженио Птолемејеву кћер Беренику. Лаодикиној деци је одузето право на престо.
Иако више није била краљица, Лаодика је и даље била моћна и политички утицајна. Разводом је добила неколико земљишних поседа. У свом власништву имала је велико имање у Хелеспонту и друга имања у близини Кизика, Илиона и Карије. Могла је да поклони или прода земљу власнику кога она изабере (тај посед би био припојен том граду) или да је задржи. Антиох јој је дао времена док да одлучи о томе. Добила је приход од две жетве помоћу ког је платила купопродајну цену земље. Када је коначно могла да плаћа порез, део земље који је планирала да купи могао је остати део краљевске земље и није могао бити поклоњен граду. Када је продала земљишни прилог, нови власник није могао да га премести у други град. Као бившој краљици, приликом продаје земље, све на тој земљи би било пренето на њу. Скупљала је приход од годишње жњтве и других пољопривредних добара. Антиох ју је, једном приликом, ослободио плаћања пореза.

## Смрт Антиоха II и његове породице
Береника је Антиоху II родила сина Антиоха. Лаодика је тада живела у Ефесу. Птолемеј II Филаделф умро је 246. п. н. е. Наследио га је Птолемеј III Еуергет. Након вести о Птолемејевој смрти, Антиох је напустио Беренику и помирио се са Лаодиком. Њихов најстарији син проглашен је наследником. Јула 246. п. н. е. Антиох је умро (неки извори наводе да га је Лаодика отровала). Касније је објавила да је на самртној постељи њен муж прогласио Селеука краљем, а њу регентом. Потом се са синовима повукла у Ефес. Да би осугурала престо, отровала је Беренику и њеног сина. То је Береникин брат Птолемеј III Еуергет искористио као повод за Трећи сиријски рат. Док је он трајао, Селеуков млади, амбициозни брат Антиох Хијеракс се, уз мајчину подршку, прогласио краљем Мале Азије. Захваљујући томе, Селеук је изгубио рат. Лаодикина судбина није позната. Неки извори тврде да је убијена у рату 236. п. н. е.